# Epilobium pannosum
Epilobium pannosum är en dunörtsväxtart som beskrevs av Haussk.. Epilobium pannosum ingår i släktet dunörter, och familjen dunörtsväxter. Inga underarter finns listade i Catalogue of Life.